# Luffarkonferensen i Hallsberg

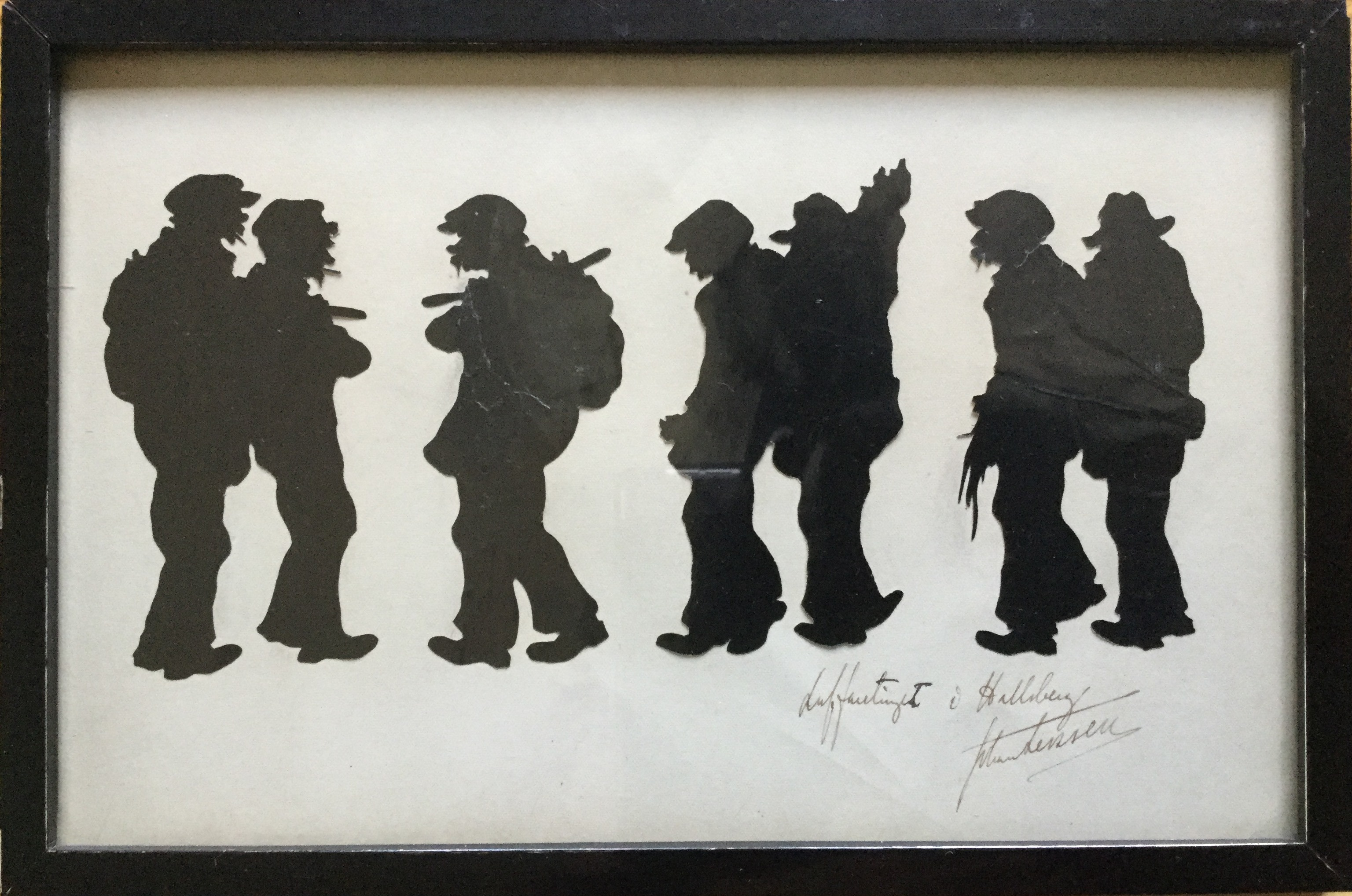
Siluettklipp från "Luffartinget" i Hallsberg av Johan Leksell.

Luffarkonferensen i Hallsberg, även kallad "Luffarriksdagen" eller "Luffartinget", ägde rum mellan påskdagen den 27 mars och den 31 mars 1921.
Då svår arbetslöshet rådde i landet under depressionsåren i början av 1920-talet samlades, efter en kallelse i tidningen Syndikalisten, cirka 200 icke bofasta arbetslösa män, främst anläggnings- och skogsarbetare, till möte i Folkets hus i Hallsberg. Efter diskussioner enades man om en resolution som lämnades till köpingsfullmäktige i Hallsberg. Man krävde hjälp med arbete, tillfälliga bostäder, kontanta bidrag eller in natura. Köpingsfullmäktige sammanträdde den 29 och 30 mars och beslutade att överlämna ärendet till landshövdinge Karl J Bergström i Örebro. Även socialminister Henning Elmquist kontaktades och meddelade att resolutionen inte skulle hinna behandlas i konseljen innevarande vecka. Då konferensdeltagarna fick beskedet att inget svar från regeringen var att vänta avslutades mötet den 31 mars och deltagarna lämnade Hallsberg. Ärendet togs upp i konseljen den 15 april men lämnades utan åtgärd. 
Luffarkonferensen fick stor uppmärksamhet i landets tidningar och av lokalbefolkningen. Polisen utökade sin bemanning och bevakning i Hallsberg under konferenstiden. Konferensen gav inga omedelbara resultat uti landet men makthavarna i Hallsberg tog intryck av mötet och ordnade med flera nödhjälpsarbeten och inrättade en arbetslöshets- och nödhjälpskommitté.
Luffarkonferenser hölls även i Borlänge och Heby 1933.
Siluettklippare Johan Leksell har gjort många tavlor med siluetter av deltagarna i "Luffartinget" i Hallsberg 1921.

## Källa
- Björn Fougner: Luffarriksdan och Luffarkungen. Utgiven 1984